# Рубашевка
Рубашевка — посёлок в Аннинском районе Воронежской области России.
Административный центр Рубашевского сельского поселения.

## Население
| 1859 | 2000 | 2005 | 2010 |
| ---- | ---- | ---- | ---- |
| 377  | ↗606 | ↘554 | ↘451 |

## Улицы
| - ул. Дорожная, - ул. Коммунальная, - ул. Молодёжная, - ул. Садовая, | - ул. Советская, - ул. Степная, - ул. Юбилейная. |